# 48-й Нью-Йоркский пехотный полк
48-й Нью-Йоркский пехотный полк (48th New York Volunteer Infantry Regiment так же “Continental Guard” и “Perry’s Saints”) — представлял собой один из пехотных полков армии Союза во время Гражданской войны в США. Полк был сформирован в сентябре 1861 года и воевал на побережье Южной Каролины и во Флориде. Он прошёл многие кампании войны на побережье от взятия форта Пуласки до капитуляции Джонстона в Беннет-Плейс.

## Формирование
24 июля 1861 года полковник Джеймс Перри был уполномочен Военным департаментом набрать в Бруклине пехотный полк. 14 сентября полк получил свою нумерацию, а между 16 августа и 16 сентября был принят на службу в федеральную армию сроком на три года. Первым командиром полка стал полковник Джеймс Перри, подполковником Уильям Бартон, майором — Оливер Берд.

## Боевой путь
17 сентября полк был отправлен в Аннаполис, где включён в экспедиционный корпус Шермана (В бригаду Эгберта Виля ). С 21 октября по 7 ноября полк пробыл в Южной Каролине, где участвовал в Сражении при Порт-Рояле. В феврале-апреле 1862 году полк участвовал в операциях против форта Пуласки, а 11 апреля - во взятии форта Пуласки. После взятия форта полк остался в форте в качестве гарнизона. 18 июня полковник Перри умер в форте, подполковник Бартон получил звание полковника, майор Берд стал подполковником, а капитан Джеймс Грин (рота F) стал майором. 18 июля  в количестве 500 человек в составе головной бригады Джорджа Стронга участвовал в штурме форта Вагнер — атаковал в лоб юго-восточный бастион и отступил, потеряв до половины своего состава и четырнадцать из шестнадцати офицеров.